# Qingyi
Qingyi (kinesiska: 青义镇, 青义) är en köping i Kina. Den ligger i provinsen Sichuan, i den sydvästra delen av landet, omkring 110 kilometer nordost om provinshuvudstaden Chengdu. Antalet invånare är 50 893. Befolkningen består av 21 915 kvinnor och 28 978 män. Barn under 15 år utgör 6,0 %, vuxna 15-64 år 89 %, och äldre över 65 år 3,0 %.
Genomsnittlig årsnederbörd är 1 156 millimeter. Den regnigaste månaden är juli, med i genomsnitt 309 mm nederbörd, och den torraste är december, med 8 mm nederbörd.